# 吉氏南鰍
吉氏南鰍（學名：Schistura geisleri）為輻鰭魚綱鯉形目條鰍科南鰍屬的其中一種。分布於亞洲泰國湄南河流域，本魚體延長，口下位，體背部具有5-8個褐色斑塊，沿著側線具有6-8個褐色鞍狀斑塊，體色淡灰褐色，腹部銀白色，尾鰭略凹，背鰭軟條12枚，臀鰭軟條8枚，體長可達3.2公分，棲息水質清澈，平緩的溪流底層水域，生活習性不明，可做為觀賞魚。

## 扩展阅读
維基物種上的相關：吉氏南鰍